# Falco moluccensis
Falco moluccensis е вид дневна граблива птица от семейство Соколови.
Разпространен е на повечето острови от Малайския архипелаг. Обитава открити пространства с тревна и храстова растителност, редки гори, земеделски земи и урбанизирани територии.